# Akorej
Akorej (latinsko Acoreus), rimski učenjak in astronom, * okoli 100 pr. n. št., † okoli 30 pr. n. št.

## Življenje in delo
Po rimskem piscu in pesniku Lukanu ga je za nasvet o zgodovini starega Egipta in njegovem koledarju vprašal Julij Cezar. Cezar je izvedel da stari Egipčani svoje leto urejajo po Sončevem letu, po navideznem gibanju Sonca v živalskem krogu, in da takšno leto traja v povprečju 365 in 1/4 dneva.
Stari Egipčani so med prvimi svoj koledar zasnovali na podlagi Sončevega leta, čeprav so zanemarili prestopno leto, zaradi česa se je premikala skozi letne čase. Usklajevali so ga tudi z letnimi poplavami Nila. Njihovo koledarsko leto je imelo le 365 dni in je bilo razdeljeno na 12 mesecev po 30 dni z dodatnimi petimi interkalcijskimi dnevi na koncu vsakega leta. Čeprav so spoznali, da se leto ne ujema z dejanskim stanjem, koledarja niso poskušali popraviti do leta 238 pr. n. št. ko je faraon Ptolemaj III. poskušal dodati dodatni dan k vsakemu četrtemu letu, kar pa ni nikoli zaživelo. Prenova bi lahko temeljila na Kalipovem ciklu, ki je vseboval 76 Sončevih let s po 365 1/4 dnevi v povprečju (skupaj 27.759 dni), in, ki ga je stoletje pred tem uvedel Kalip. Čeprav njegovega cikla niso uporabljali v nobenem koledarju, je znanje o njem prebivalo v Aleksandrijski knjižnici, ki jo je nekaj desetletij prej ustanovil Ptolemaj II.
Cezar je naslonil svoj koledar na tem znanju iz Egipta o povprečnem Sončevem letu, ki sta mu ga prenesla Akorej in Sosigenes.